# Entoloma callichroum
Entoloma callichroum är en svampart som tillhör divisionen basidiesvampar, och som beskrevs av Egon Horak och Machiel Evert ("Chiel") Noordeloos. Entoloma callichroum ingår i släktet Entoloma, och familjen Entolomataceae. Arten har ej påträffats i Sverige.